# Dair Khan
Dair Khan fou un pretendent al kanat de l'Horda Mitjana Kazakh. el seu nom era Sultan Dair que després va canviar el 1784 quan es va proclamar kan.
Era fill de Borruk Khan, i fou elegit kan el 1784 pels clans Gortul i Karakesek. Els russos no el van reconèixer i fou simplement un de tants caps tribals kazakhs. La data de la seva mort no consta.